# Gervais Randrianarisoa
Mamy Gervais Randrianarisoa (sinh ngày 7 tháng 11 năm 1984) là một cầu thủ bóng đá người Madagascar, thi đấu cho JS Saint-Pierroise.

## Sự nghiệp
Trước đó anh thi đấu cho Malagasy clubs FC Antsaniony và Ajesaia, ở Réunion cho AJ Petite-Île và AS Possession.

### Quốc tế
Randrianarisoa là cựu cầu thủ của Đội tuyển bóng đá quốc gia Madagascar và thi đấu 28 trận cùng 1 bàn thắng cho Madagascar.